# 양자 코호몰로지
대수기하학과 심플렉틱 기하학에서 양자 코호몰로지(量子cohomology, 영어: quantum cohomology)는 코호몰로지 환의 q-변형이다. 양자 코호몰로지의 곱은 그로모프-위튼 불변량으로부터 정의된다.

## 정의
{\displaystyle M}이 콤팩트 켈러 다양체라고 하자.

### 노비코프 환
격자 {\displaystyle \operatorname {H} _{2}(M;\mathbb {Z} )/\operatorname {Tors} (\operatorname {H} _{2}(M;\mathbb {Z} ))}의 기저 {\displaystyle \{\alpha _{i}\}_{i=1,\dots ,b_{2}(M)}}를 {\displaystyle M}의 각 2차원 부분 다양체에 대응하게 잡자.
{\displaystyle M}의 노비코프 환(영어: Novikov ring)
{\displaystyle \Lambda =\mathbb {Z} [q_{i},q_{i}^{-1}]_{i=1,\dots ,b_{2}(M)}}
은 다음과 같은 생성원들로 생성되는 정수 계수 가환 형식적 멱급수환이다.
- 각 {\displaystyle i=1,\dots ,b_{2}(M)}에 대하여, {\displaystyle q_{i}}. 이들의 등급은 {\displaystyle \deg q_{i}=2c_{1}(M)(q_{i})}이다.

임의의
{\displaystyle \beta =\sum _{i}c_{i}\alpha _{i}\in \operatorname {H} _{2}(M;\mathbb {Z} )/\operatorname {Tors} (\operatorname {H} _{2}(M;\mathbb {Z} ))}
에 대하여,
{\displaystyle q_{\beta }=\prod _{i}q_{i}^{c_{i}}}
로 쓰자. {\displaystyle q_{\alpha }} 대신 {\displaystyle \exp(\alpha )}로 쓰기도 한다.
만약 {\displaystyle M}이 칼라비-야우 다양체인 경우 {\displaystyle c_{1}(M)=0}이므로 노비코프 환의 모든 원소들은 등급이 0이다.

### 작은 양자 코호몰로지
{\displaystyle M} 위의 작은 양자 코호몰로지(영어: small quantum cohomology) {\displaystyle \operatorname {QH} (M;\Lambda )}는 아벨 군으로서 다음과 같다.
{\displaystyle \operatorname {QH} (M;\Lambda )=\operatorname {H} (M;\Lambda )\otimes _{\mathbb {Z} }\Lambda }
이 위의 곱
{\displaystyle *\colon \operatorname {QH} (M;\Lambda )\times \operatorname {QH} (M;\Lambda )\to \operatorname {QH} (M;\Lambda )}
은 코호몰로지의 합곱 {\displaystyle \smile }과 다르며, 다음과 같이 그로모프-위튼 불변량으로 정의된다.
{\displaystyle \int _{M}(a*b)\smile c=\sum _{\alpha \in \operatorname {H} _{2}(M;\mathbb {Z} )/\operatorname {Tors} (\operatorname {H} _{2}(M;\mathbb {Z} ))}\operatorname {GW} _{0,3}^{M,\alpha }(a,b,c)q_{\alpha }}
이는 결합 법칙 및 등급 가환 법칙을 만족시키며, 등급을 덧셈법으로 보존한다.
{\displaystyle (a*b)*c=a*(b*c)}
{\displaystyle a*b=(-1)^{\deg a\deg b}b*a}
{\displaystyle \deg(a*b)=\deg a+\deg b}
{\displaystyle M} 위의 작은 양자 코호몰로지의 짝수 차수 성분 {\displaystyle \operatorname {QM} ^{2\bullet }(M)}에서, 0의 (충분히 작은) 근방
{\displaystyle 0\in U\subset \operatorname {QM} ^{2\bullet }(M)}
은 프로베니우스 다양체의 구조를 가진다. 이 경우 작은 양자 코호몰로지 곱 {\displaystyle *}은 {\displaystyle U}의 접다발 {\displaystyle T} 위의 접속을 이룬다. 작은 양자 코호몰로지 곱의 가환 법칙은 비틀림이 0임을, 결합 법칙은 리만 곡률이 0임을 뜻한다.

### 큰 양자 코호몰로지
임의의 {\displaystyle a\in U}에 대하여, 다음과 같은 큰 양자 코호몰로지 곱을 정의하자.
{\displaystyle *_{a}\colon U\times U\to U}
{\displaystyle \langle x*_{a}y,z\rangle =\sum _{n=0}^{\infty }\sum _{\alpha \in \operatorname {H} _{2}(M;\mathbb {Z} )/\operatorname {Tors} (\operatorname {H} _{2}(M;\mathbb {Z} ))}{\frac {1}{n!}}\operatorname {GW} _{0,n+3}^{X,\alpha }(x,y,z,\overbrace {a,\ldots ,a} ^{n})}
그렇다면, {\displaystyle (U,*_{a})}를 큰 양자 코호몰로지(영어: big quantum cohomology)라고 한다. 작은 양자 코호몰로지는 종수 0의 그로모프-위튼 불변량 가운데 일부만을 포함하지만, 큰 양자 코호몰로지는 모든 종수 0 그로모프-위튼 불변량을 포함한다.

## 예
복소수 사영 공간 {\displaystyle \mathbb {CP} ^{n}}은 푸비니-슈투디 계량을 부여하면 콤팩트 켈러 다양체를 이룬다. 이 경우, (고전적) 코호몰로지는
{\displaystyle \operatorname {H} ^{\bullet }(\mathbb {CP} ^{n};\mathbb {Z} )=\mathbb {Z} [p]/(p^{n+1})}
{\displaystyle \deg p=2}
이다.
{\displaystyle \operatorname {H} _{2}(\mathbb {CP} ^{n};\mathbb {Z} )=\mathbb {Z} }
이므로, 양자 코호몰로지에는 한 개의 추가 생성원 {\displaystyle q}가 존재하며,
{\displaystyle c_{k}(\mathbb {CP} ^{n})={\binom {n+1}{k}}c_{1}({\mathcal {O}}_{\mathbb {C} P^{n}}(1))}
이므로
{\displaystyle \deg q=2{\binom {n+1}{1}}=2(n+1)}
이다. 구체적으로, 작은 양자 코호몰로지는 다음과 같다.
{\displaystyle \operatorname {H} ^{\bullet }(\mathbb {CP} ^{n};\mathbb {Z} )=\mathbb {Z} [p,q]/(p^{n+1}-q)}
{\displaystyle \deg p=2}
{\displaystyle \deg q=2(n+1)}
이다. {\displaystyle q\to 0}이면 양자 코호몰로지가 고전적 코호몰로지로 수렴하는 것을 알 수 있다.

## 응용
양자 코호몰로지는 위상 끈 이론에서 2차원 {\displaystyle {\mathcal {N}}=(2,2)} 시그마 모형의 A-모형 위상 뒤틂의 손지기환으로 등장하며, A-모형과 B-모형 사이의 거울 대칭에 핵심적인 역할을 한다.

## 참고 문헌
- 조용승 (2012). 《지표이론》. 경문사. ISBN 978-89-6105-622-9. 2014년 11월 12일에 원본 문서에서 보존된 문서. 2015년 7월 13일에 확인함.
- 조용승 (2000). “심플렉틱 다양체의 불변량”. 《Communications of the Korean Mathematical Society》 15 (3): 391–434. ISSN 1225-1763. 2015년 7월 13일에 원본 문서에서 보존된 문서. 2015년 7월 13일에 확인함.
- McDuff, Dusa; Salamon, Dietmar (2012). 《{\displaystyle J}-holomorphic curves and symplectic topology》. American Mathematical Society colloquium publications (영어) 52 2판. American Mathematical Society. ISBN 978-0-8218-8746-2. |제목=에 지움 문자가 있음(위치 1) (도움말)
- Fulton, W.; Pandharipande, R. (1996). “Notes on stable maps and quantum cohomology” (영어). arXiv:alg-geom/9608011.